# Футбол в Ниуэ

Эмблема футбольной ассоциации

Футбол в Ниуэ — является вторым по популярности видом спорта после регби. Футбольная ассоциация Ниуэ была основана в 1960 году. Сборная не в входит ни в ФИФА, ни в ОФК.

## История развития
Футбольная ассоциация Ниуэ была основана в 1960 году. В ФИФА не состоит. В 1986 году ассоциация была принята в Конфедерацию футбола Океании, как ассоциированный член. На острове имеется всего два стадиона: «Овальный стадион» и «Вилладж парк».

## Успехи

### Сборная
В 1983 году сборная Ниуэ по футболу участвовала в футбольном турнире тихоокеанских игр, но проиграла в 1-й раунде, заняв в итоге последнее 11-е место.
В отборочных играх к чемпионату мира и в Кубке наций ОФК Ниуэ участия не принимала.

### Национальные команды
Наиболее успешными командами в Ниуэ являются:
- «Ваиеа»: чемпион Ниуэ 2010, 2011, 2012, 2015, 2021, 2023. Обладатель кубка Ниуэ 2012.
- «Алофи»: чемпион 1985, 2001, 2018, 2019. Обладатель кубка 2001.
- «Талава»: чемпион 1999, 2000, 2004, 2005.

В клубных турнирах ОФК команды Ниуэ участия не принимают.